# Alan Oliveira
Pour les articles homonymes, voir Oliveira.
Alan Fonteles Cardoso Oliveira, né le 21 août 1992 à Marabá, est un athlète brésilien amputé des deux tibias spécialisé dans le sprint et le relais.

## Biographie

### Carrière sportive
Double amputé tibial, il est détenteur du record du monde handisport sur le 100 en 10 s 57. En juillet 2013, Alan Oliveira bat le record du monde du 200 m, en 20 s 66, écrasant le record détenu par Oscar Pistorius.

## Records personnels
| Épreuve | Performance  | Lieu      | Date            |
| ------- | ------------ | --------- | --------------- |
| 100 m   | 10 s 57 (RM) | Stratford | 28 juillet 2013 |
| 200 m   | 20 s 66 (RM) | Lyon      | 22 juillet 2013 |
| 400 m   |              |           |                 |

## Palmarès

### Jeux paralympiques
- Pékin 2008 :
  -  relais 4 x 100 m T42-T46
  - 7e 200 m T44
- Londres 2012 :
  -  200 m T44
  - 4e 400 m T44
  - 7e 100 m T44
  - équipe disqualifiée en finale du relais 4 x 100 m T42-T46

### Championnats du monde d'athlétisme handisport
- Lyon 2013 :
  -  100 m T43
  -  200 m T43
  -  400 m T44
  -  relais 4 x 100 m T42-T46
- Doha 2015 :
  -  100 m T44
  -  200 m T44